# Amlodipin
Az amlodipin (INN: amlodipine) (C20H25ClN2O5) egy gyógyszervegyület, amely gátolja a kalciumionok beáramlását a sejtmembránon keresztül a szívizomsejtekbe és az erek simaizomsejtjeibe (ún. lassú kalciumcsatorna-blokkoló). Magas vérnyomás és koszorúér-betegség kezelésére használatos.
A VIII. Magyar Gyógyszerkönyvben Amlodipini besilas    néven hivatalos.  

## Gyógyszerhatás
Vérnyomáscsökkentő hatását az erek simaizomzatának direkt relaxálása révén fejti ki.
Antianginás hatásának mechanizmusa nem teljesen ismert, a teljes iszkémiás terhelés csökkenése valószínűleg két hatásra vezethető vissza; 
1. Tágítja a periferiás arteriolákat, és ezáltal csökkenti a teljes periferiás ellenállást. Mivel nem okoz reflextachikardiát, a szívizom energiafelhasználása és oxigénigénye csökken.
2. Feltehetően tágítja a fő koszorúereket és a mikroereket (coronaria arteriolákat) mind az egészséges, mind az iszkémiás területeken. Az erek tágulása növeli a szívizomzat oxigénellátását a koszorús erek kóros összehúzódása  esetén (Prinzmetal vagy variáns angina).

Hipertóniás betegekben az amlodipin napi egyszeri adagja klinikailag szignifikáns mértékben 24 órán át csökkenti a vérnyomást mind fekvő, mind álló helyzetben. A hatás lassan alakul ki, ezért akut alacsony vérnyomás kialakulása nem jellemző.
Angina pectorisban az amlodipin napi egyszeri adagja növeli a beteg terhelhetőségét, csökkenti az anginás rohamok gyakoriságát és a nitroglicerin-szükségletet, terhelés során növeli az angina, illetve az 1 mm-es ST depresszió felléptéig eltelt időtartamot. 
Nincsenek káros metabolikus hatásai, a plazmalipideket nem befolyásolja, cukorbetegségben, köszvényben, továbbá asthma bronchialéban szenvedő betegeknek is adható.

## Javallatok
- hipertónia
- stabil angina pectoris
- vazospasztikus angina pectoris

## Készítmények
- Agen (Zentiva)
- Amlipin (Teva)
- Amlodep (Extractumpharma)
- Amlodigamma (Wörwag Pharma)
- Amlodipin 1a Pharma (1a Pharma)
- Amlodipin Bril (Proline Medical)
- Amlodipin Goodwill (Goodwill Pharma)
- Amlodipin Hexal (Sandoz Hungária)
- Amlodipin-Ratiopharm (Ratiopharm)
- Amlodowin (Chinoin)
- Amlozek (Adamed)
- Caduet (Pfizer)
- Cardilopin (Egis)
- Lisonorm (Richter)
- Normodipine (Richter)
- Norvasc (Pfizer)
- Tenox (Krka)